# Діденко Кирило Васильович
Кири́ло Васи́льович Діде́нко (нар. (4 червня 1907, Великі Єрчики — пом. 3 червня 1984, Київ) — український радянський скульптор; член Спілки радянських художників України з 1944 року.

## Життєпис
Народився 22 травня [4 червня] 1907 року в селі Великих Єрчиках (нині Білоцерківський район Київської області, Україна). Протягом 1925—1927 років навчався у Київській художньо-індустріальній профшколі у Володимира Климова; у 1927—1931 роках — у Вищому художньо-технічному інституті в Москві у викладачі Віри Мухіної і Йосипа Чайкова; у 1932—1933 роках — в Інституті пролетарського образотворчого мистецтва в Ленінграді. Протягом 1927—1944 років мешкав у Москві.
Брав участь у німецько-радянській війні. Член ВКП(б) з 1946 року. Після війни працював у Києві. Жив у будинку по вулиці Радіальній, № 7/39. Помер у Києві 3 червня 1984 року.

## Творчість
Працював в галузі станкової та монументальної скульптури. Серед робіт портрети:
- «Червоноармієць» (1927, 1937, 1947);
- Володимира Маяковського (1935, гіпс, Державний музей Володимира Маяковського у Москві; 1937, бетон);
- Володимир Ленін (1940, чавун, Тульський обласний художній музей);
- генерал-лейтенанта О. О. Ігнатьєва (1941, майоліка; 1943, гіпс);
- «Автопортрет у пілотці» (1944, бабіт);
- комісара партизанського з'єднання Захара Богатиря (1944, Національний музей історії України);
- партизана-підривника Д. Чечені (1944);
- Сидора Ковпака (1944, Національний музей історії України);
- Петра Вершигори;
- Василя Бегми;
- комісара партизанського з'єднання Луки Кизі (1945);
- Героя Радянського Союзу професора Петра Буйка (1945, гіпс, Національний музей історії України; 1965, оргскло);
- архітектора Павла Альошина (1946);
- Максима Горького (1946—1948, дерево, Спілка письменників України);
- Володимира Маяковського (1947, бронза; Національний художній музей України)[1];
- командира партизанського з'єднання Олексія Федорова (1947, бронза, Національний художній музей України)[1];
- художника Василя Касіяна (1947, майоліка);
- художника Миколи Глущенка (1947);
- художника Сергія Шишка (1948, гіпс);
- письменника Петра Панча (1948);
- письменника Семена Скляренка (1948, гіпс);
- селекціонера Йосипа Магомета (1949);
- бандуриста Павла Колесника (1955, гіпс, Бердянський художній музей);
- Олександра Герцена (1957—1959, мармур);
- «Тарас Шевченко» (1961, граніт, Шевченківський національний заповідник у Каневі);
- організатора Червоного козацтва на Україні Віталія Примакова (1962, мармур, Національний музей історії України);
- заступника штабу українського партизанського руху Л. Дрожжина (1963, гіпс);
- лікаря-партизанки М. Маєвської (1965, оргскло);
- козака Є. Богаченка (1967, гіпс);
- художника Георгія Киянченка  (1969, гіпс);
- учасника громадянської війни полковника С. Бурменка (1970, гіпс);
- Богдана Хмельницького;
- Данила Нечая.

монументальні роботи
- пам'ятник Володимиру Леніну на заводі «Ленінська кузня» у Києві (1946, бронза, граніт; у співавторстві з Юхимом Білостоцьким і Еліусом Фрідманом);
- статуя Олексія Федорова у Дніпропетровську (1948, бронза, граніт; архітектор О. Колесниченко);
- пам'ятник Сидору Ковпаку у смт Котельві Полтавської області (1948, бронза, архітектор О. Колесніченко);
- пам'ятник воїнам Червоної армії, які загинули у роки німецько-радянської війни у Сквирі (1951, оргскло);
- пам'ятник воїнам Червоної армії, які загинули у роки німецько-радянської війни у селі Пустоварівці Київської області (1953).

Брав участь у республіканських виставках з 1927 року, всесоюзних — з 1939 року. Персональна виставка відбулася у Києві у 1971 році.
Крім вище згаданих музеїв роботи скульптора зберігаються у Херсонському, Рівненському краєзнавчих музеях, Харківському художньому музеї.